# Malá vodní elektrárna Josefův Důl
Malá vodní elektrárna Josefův Důl na řece Kamenici, provozovaná státním podnikem Povodí Labe, se nachází odbočce z levé spodní výpusti v hrázi přehrady Josefův Důl. Byla uvedena do provozu roku 1990. Využívá dvě Bánkiho turbíny o výkonech 55 kW při hltnosti 400 l/s a spádu 36 m.